# The Labyrinth Tour - Live from The O2
Il Labirinto è il tour della cantante pop britannica Leona Lewis. Iniziato il 28 maggio 2010, ha presentato brani dal suo album Spirit e Echo. Le date nel Regno Unito e in Irlanda sono state completate dalla cantante australiana Gabriella Cilmi.
Il 18 giugno è stato filmato il DVD / CD del tour a Londra, intitolato The Labyrinth Tour Live from The O2.
Il DVD è uscito il 29 novembre 2010 con un CD 10 tracce live e una versione Blu-ray. La registrazione è stata trasmessa sul canale televisivo britannico il 3 dicembre 2010.
È entrato nella Chart Music UK video al numero 4 rimanendo per 12 settimane in Top 10.

## Vendite
Regno Unito: 120,000 
|Certificazione: BPI: Oro
Mondo: +250,000

## Lista Canzoni
CD
1. Brave
2. Don't Let Me Down
3. Better in Time
4. Whatever It Takes
5. Happy
6. The First Time Ever I Saw Your Face
7. Outta My Head
8. Sweet Dreams (Are Made of This)
9. Run
10. Bleeding Love

DVD
1. Brave
2. Don't Let Me Down
3. Better in Time
4. Whatever It Takes
5. Take a Bow
6. Ride a White Swan (Interlude)
7. I See You (Theme from Avatar)
8. Can't Breathe
9. Forgive Me
10. Happy
11. Could It Be Magic
12. I Got You
13. Cry Me a River
14. The First Time Ever I Saw Your Face
15. Homeless
16. They Don't Care About Us (Interlude)
17. Outta My Head
18. Sweet Dreams (Are Made of This)
19. Run
20. Bleeding Love
21. Cry Me a River (Japanese bonus track) (cover)
22. Could It Be Magic (Japanese bonus track) (cover)

## Classifiche
| Classifica (2010) | Posizione massima DVD |
| ----------------- | --------------------- |
| Regno Unito       | 4                     |
| Irlanda           | 5                     |
| Spagna            | 18                    |
| Classifica (2010) | Posizione massima CD  |
| Germania          | 63                    |
| Svizzera          | 59                    |
| Italia            | 8                     |